# Sirija (rimska provincija)
Sirija (Syria) je starorimska provincija u Aziji, odnosno u današnjoj Siriji. Rimskom Carstvu pripojio ju je Gnej Pompej 64. pr. Kr. pobjedom nad Mitridatom IV. U kasnijim stoljećima bila je pod Bizantom.
Upravno sjedište bio je grad Antiohija. U Siriji je uvijek postojala nazočnost triju rimskih legija koje su imale zadaću čuvati granicu s Partskim Carstvom, državi koja se ravnopravno nosila s Rimom.
Tijekom 3. stoljeća bila je boravištem rimskog cara Elagabala iz dinastije Severa koji je sam bio podrijetlom Sirijac. Vladao je od 218. do 222. godine. 
Od 260. do 273. bila je izvan rimske vlasti. Njome je onda vladalo Palmirsko Carstvo.

## Poveznice
- Asirija